# Franciszek Jachieć

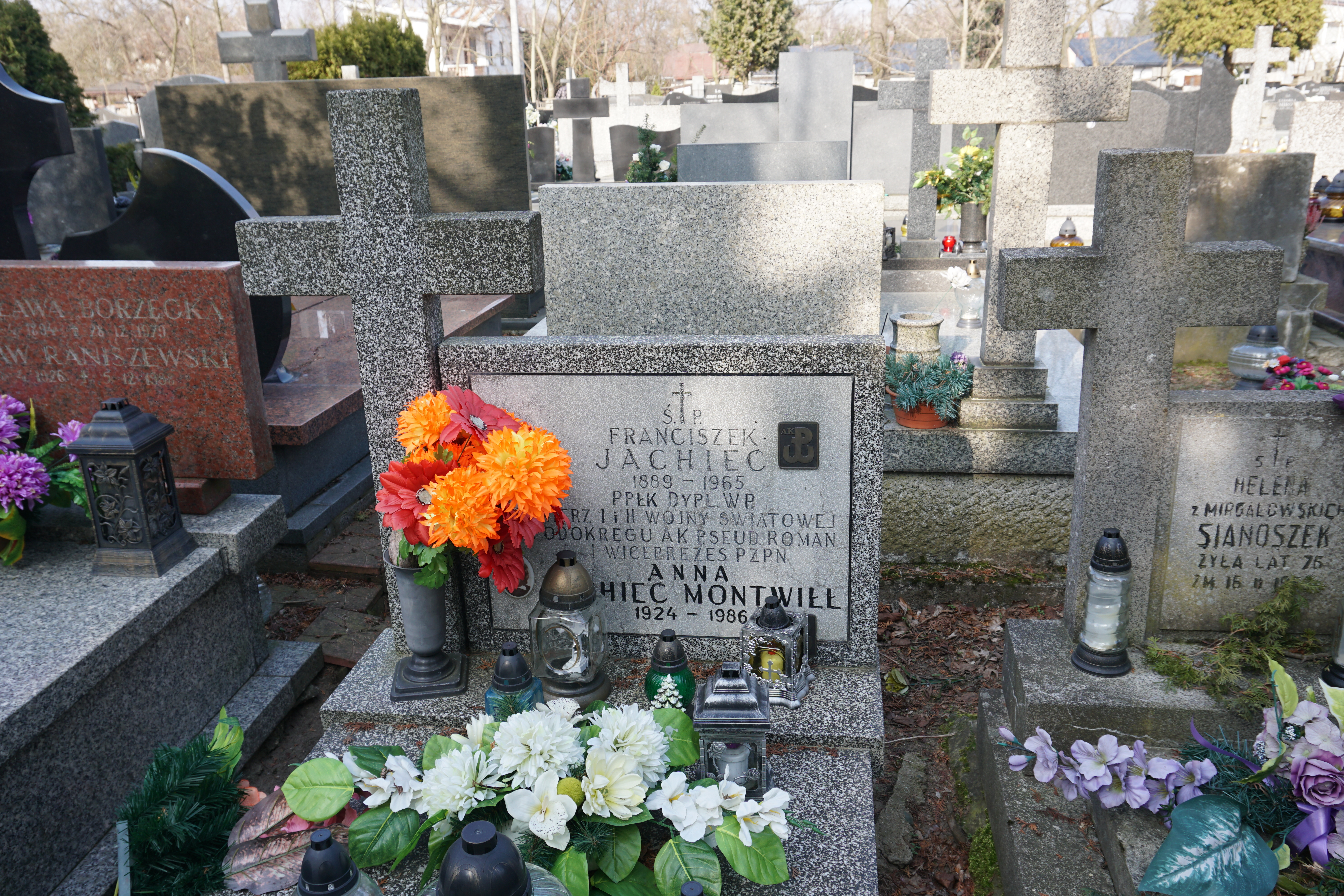
Grób ppłka Franciszka Jachiecia na cmentarzu w Milanówku

Franciszek Jan Jachieć ps. „Dyrektor”, „Franciszek”, „Roman”, „Halicz” (ur. 2 grudnia 1889 w Krakowie, zm. 30 stycznia 1965 w Milanówku) – podpułkownik dyplomowany piechoty Wojska Polskiego, piłkarz Cracovii, sędzia i działacz piłkarski. W okresie II wojny światowej dowódca Podokręgu Zachodniego w Obszarze Warszawskim AK.

## Życiorys
Urodził się w Krakowie, w rodzinie Stefana i Anny z domu Kafka. W 1910 złożył maturę w Gimnazjum św. Anny w Krakowie i rozpoczął studia na Wydziale Prawa Uniwersytetu Jagiellońskiego . W latach 1906–1910 piłkarz (lewy obrońca) Cracovii, później sędzia piłkarski. 
22 sierpnia 1914, po wybuchu I wojny światowej, wstąpił do Legionów Polskich i został przydzielony do 3 Pułku Piechoty . W 1917 służył w Komendzie Taborów Legionów Polskich. Na stopnień chorążego taborów został mianowany ze starszeństwem z 1 kwietnia 1917. Po „kryzysie przysięgowym” w 1917, był porucznikiem Polskiej Siły Zbrojnej tzw. „Polnische Wehrmacht”. 
Od listopada 1918 był oficerem Wojska Polskiego w 3 pułku piechoty Legionów. Brał udział w wojnie polsko-bolszewickiej 1920, dowodząc plutonem, a następnie 9 kompanią 1 pułku piechoty Legionów. Po wojnie w stopniu kapitana pełnił różne funkcje w sztabie warszawskiego okręgu. 
W 1922 został powołany do Wyższej Szkoły Wojennej w Warszawie, w charakterze słuchacza Kursu Normalnego. Z dniem 1 października 1924, po ukończeniu kursu i otrzymaniu dyplomu naukowego oficera Sztabu Generalnego, został przydzielony do Oddziału I Sztabu Generalnego. 1 grudnia 1924 roku został mianowany majorem ze starszeństwem z 15 sierpnia 1924 roku i 157. lokatą w korpusie oficerów piechoty. Następnie dowodził III batalionem 10 pułku piechoty w Łowiczu. Na czele batalionu uczestniczył w „zamachu majowym” 1926, po stronie rządowej. Po 1926 był oficerem Oddziału IV Sztabu Głównego. Z dniem 15 września 1932 został przeniesiony do Szkoły Podoficerów Piechoty dla Małoletnich nr 1 w Koninie na stanowisko komendanta. Z dniem 31 grudnia 1935 został przeniesiony w stan spoczynku. 
Od 1929 do 1939 był wiceprezesem Polskiego Związku Piłki Nożnej. Współpracował z „Encyklopedią Wojskową”. Po zwolnieniu z wojska osiedla się z żoną i dwiema córkami w Milanówku, gdzie zamieszkał przy ul. Wspólnej 15.
Był zmobilizowany latem 1939, a w wojnie obronnej 1939, był w sztabie Armii „Pomorze”, rozbitej przez Niemców pod Sochaczewem. Uniknął niewoli i powrócił do Milanówka.
Od początku okupacji, przystąpił do konspiracji. Od lutego 1940 był komendantem Obwodu Błonie Związku Walki Zbrojnej, potem inspektorem obwodów lewobrzeżnych w Okręgu Warszawa-Województwo ZWZ. 22 stycznia 1941 awansowany na podpułkownika, zaś od lutego mianowany zastępcą komendanta Okręgu Warszawa-Województwo ZWZ. Od grudnia 1941 do stycznia (a faktycznie kwietnia) 1942, pełnił obowiązki komendanta okręgu. Po utworzeniu Obszaru Warszawskiego, został komendantem Podokręgu Zachodniego AK, którym kierował do stycznia 1945. Od połowy sierpnia do października 1944 przejściowo był odwołany z funkcji, jednak faktycznie pełnił obowiązki komendanta. 
Po wojnie przebywał w Zabrzu, zaś od 1949 lub 1950 powrócił do Milanówka, gdzie zadenuncjowany przez dozorcę Borkowskiego został natychmiast aresztowany przez UB i więziony przez półtora roku w Warszawie na „Gęsiówce”. Po uwięzieniu powrócił do Milanówka, gdzie w 1956 założył koło ZBoWiD. Zmarł w 1965, został pochowany na cmentarzu w Milanówku.

## Ordery i odznaczenia
- Krzyż Niepodległości (12 maja 1931)[12]
- Krzyż Walecznych (czterokrotnie) „za czyny męstwa i odwagi wykazane w bojach toczonych w latach 1918–1921”[13]
- Krzyż Walecznych (1 października 1944) „za czyny męstwa i odwagi wykazane w wojnie rozpoczętej 1 września 1939 roku”
- Złoty Krzyż Zasługi (19 marca 1931)[14][13]